# Абрамов, Иван Васильевич (ректор)
Иван Васильевич Абрамов (род. 14 июля 1942, Камбарка, Удмуртская АССР) — советский и российский учёный, доктор технических наук, профессор, с 1989 по 2007 годы ректор Ижевского государственного технического университета.

## Биография
Родился в 1942 году в посёлке Камбарка Удмуртской АССР и был младшим ребёнком в семье. В детстве стал председателем совета пионерской организации, а затем секретарём школьного комитета комсомола. Окончив малопургинскую школу № 1 лишь с одной «четвёркой», в 1959 году поступил в Ижевский механический институт.
В 1964 году с отличием закончил механико-технологический факультет Ижевского механического института по специальности «Технология машиностроения, металлорежущие станки и инструменты». С 1964 по 1967 годы занимал должность инженера-технолога завода «Ижтяжбуммаш». С 1967 года продолжил обучение в аспирантуре ИМИ, совмещая его с преподавательской деятельностью. В 1970 году защитил диссертацию на соискание степени кандидата технических наук «Исследование и совершенствование гидропрессового метода сборки соединений с натягом» в Пермском политехническом институте.
В апреле 1979 года введён в состав научно-технического совета ИМИ. В 1981 году присвоено звание «Лауреат премии НТО Удмуртии», а в 1986 году награждён медалью «За трудовую доблесть».
К 1983 году подготовил к защите докторскую диссертацию «Теоретические основы эксплуатационной эффективности бумагоделательных машин», и в 1984 году ему присуждена учёная степень доктора технических наук.
В феврале 1989 года конференцией трудового коллектива Иван Васильевич Абрамов был избран ректором Ижевского механического института.
В 1993 году ему присваивается почётное звание «Заслуженный деятель науки и техники Российской Федерации».

## Звания и награды
- 1986 — медаль «За трудовую доблесть»;
- 1993 — почётное звание «Заслуженный деятель науки и техники Российской Федерации»;
- 1995 — почётная грамота Государственного Совета Удмуртской Республики;
- 1997 — нагрудный знак «Почётный работник высшего профессионального образования Российской Федерации»;
- 2000 — почётная грамота Министерства народного образования Удмуртской Республики;
- 2002 — почётная грамота Удмуртской Республики;
- 2002, 2003 — объявление благодарности Министерства образования Российской Федерации;
- 2002, 2004 — почётная грамота Министерства образования Российской Федерации;
- 2003 — Орден Дружбы;
- 2003 — объявление благодарности Главы Администрации Октябрьского района Ижевска;
- 2004 — почётная грамота Администрации Октябрьского района Ижевска;
- 2005 — почётная грамота Министерства образования и науки Удмуртской Республики;
- 2005 — медаль МЧС России «За содружество во имя спасения»;
- 2006 — нагрудный знак «Почётный работник науки и техники Российской Федерации»;
- 2007 — медаль МЧС России «ХV лет МЧС России».